# Auzers
Auzers település Franciaországban, Cantal megyében. Lakosainak száma 161 fő (2022. január 1.). Auzers Méallet, Le Monteil, Moussages, Sauvat és Trizac községekkel határos.

## Népesség
A település népességének változása:
| Lakosok száma | 431  | 331  | 252  | 217  | 172  | 163  | 166  | 167  | 166  | 161  |
|               | 1968 | 1982 | 1990 | 2006 | 2013 | 2015 | 2017 | 2019 | 2020 | 2022 |